# 羅韋雷多

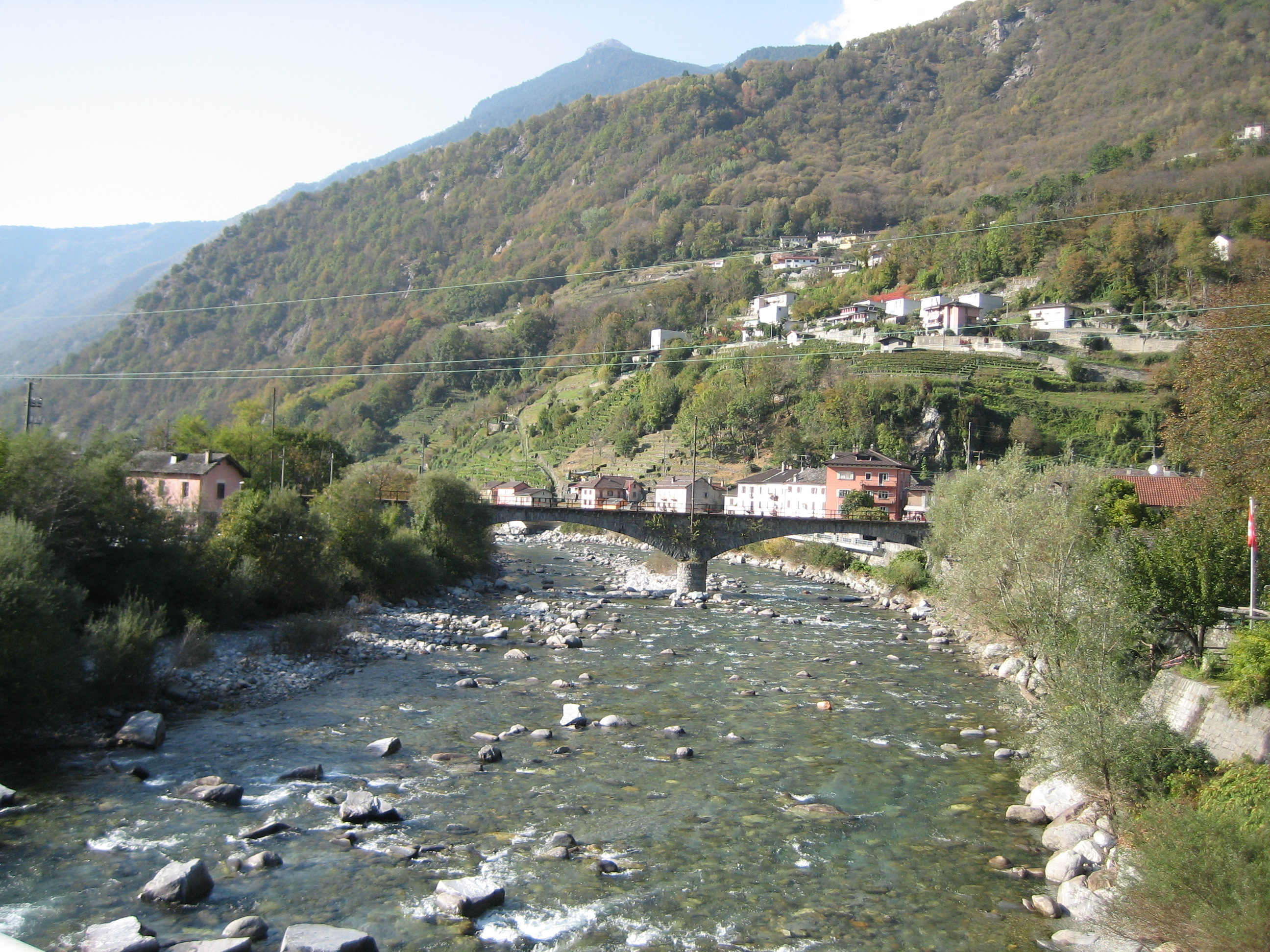

羅韋雷多是瑞士的城鎮，位於該國東部，由格勞賓登州負責管轄，面積38.79平方公里，海拔高度298米，2011年人口2,437，人口密度每平方公里63人。

## 外部連結
- Official website （页面存档备份，存于） （意大利文）